# Morgan Maunoir
Morgan Maunoir (Orleans, 7 de enero de 1993) es un deportista francés que compitió en remo. Ganó dos medallas en el Campeonato Mundial de Remo, en los años 2015 y 2016.

## Palmarés internacional
| Campeonato Mundial | Campeonato Mundial      | Campeonato Mundial | Campeonato Mundial  |
| Año                | Lugar                   | Medalla            | Prueba              |
| ------------------ | ----------------------- | ------------------ | ------------------- |
| 2015               | Aiguebelette (Francia)  | Medalla de oro     | Cuatro scull ligero |
| 2016               | Róterdam (Países Bajos) | Medalla de plata   | Cuatro scull ligero |